# Neighborhood 3 (Power Out)
Neighborhood #3 (Power Out) è un singolo del gruppo musicale canadese Arcade Fire, pubblicato il 22 maggio 2005 come terzo estratto dal primo album in studio Funeral.

## Descrizione
Il brano, scritto da Win Butler, ha un carattere cupo e drammatico.